# 宮兼信
宮 兼信（みや かねのぶ、生没年不詳）は、備後一宮吉備津神社の社家でもあり、備後国の大豪族宮氏の一族で、下野守を称し、後に入道して道仙と号した。

## 生涯
『太平記』の各所に足利尊氏方の武将として見え、中でも巻38諸国宮方蜂起の事に、貞治2年（1363年）、備後宮内で足利直冬の軍勢を撃退したことが載せられている。この功で尊氏より備中国の守護職を拝領し、貞治4年（1365年）まで務めている。『備後古城記』などに拠れば広島県福山市新市町の亀寿山城主であったという。子息の氏信は上野介に任官して室町幕府に仕えた。以後、その子孫は「宮上野介家」として戦国時代に至るまで備後国で大きな勢力を持った。